# Luis Cela
Luis Alonso Poncela (Zamora, España, 8 de febrero de 1937) es un exfutbolista español que se desempeñaba como defensa.

## Clubes
| Club            | País   | Año       |
| --------------- | ------ | --------- |
| U. D. Salamanca | España | 1960      |
| Real Oviedo     | España | 1961      |
| U. D. Salamanca | España | 1961-1963 |
| C. D. Castellón | España | 1966-1974 |